# Tomorrow Is a Long Time
Tomorrow Is a Long Time è una canzone composta ed incisa da Bob Dylan. La prima versione di Dylan apparve nella compilation Bob Dylan's Greatest Hits Vol. II, pubblicata nel 1971. Venne successivamente inclusa nell'LP triplo Masterpieces.

## La versione di Bob Dylan
La versione ufficiale della canzone di Dylan è una registrazione dal vivo del suo concerto del 12 aprile 1963 al Town Hall di New York. Dylan aveva registrato Tomorrow Is a Long Time nel dicembre 1962 come demo per M. Witmark & Sons, la sua casa editrice. Questa particolare registrazione, a lungo disponibile come bootleg, è stata pubblicata dalla Columbia nel 2010 su The Bootleg Series Vol. 9 - The Witmark Demos: 1962-1964. Una versione in studio di Tomorrow Is a Long Time, uscita dalle sessioni del giugno 1970 per l'album New Morning, è stata anche contrabbandata.
La canzone è stata inclusa nel primo finale di stagione della serie tv The Walking Dead.
Nel film del 2017 The Vanishing of Sidney Hall il brano musicale appare due volte: una volta cantato da Logan Lerman e nuovamente da Bob Dylan nella scena finale.

## La versione di Elvis Presley
Elvis Presley ha registrato Tomorrow Is a Long Time il 26 maggio 1966 durante una sessione per il suo album How Great Thou Art. La canzone apparve originariamente come bonus track sull'album Spinout. Dylan una volta ha detto che la versione di Presley è "la registrazione di cui fa più tesoro" e che era la cover di una delle sue canzoni preferita.
Secondo il libro di Ernst Jorgensen Elvis Presley: A Life In Music - The Complete Recording Sessions, Presley ha ascoltato per la prima volta la canzone tramite Charlie McCoy, che aveva già partecipato alle sessioni degli album di Dylan Highway 61 Revisited e Blonde on Blonde. McCoy, suonando il brano per l'album di Odetta del 1965 Odetta Sings Dylan, avrebbe visto Elvis totalmente colpito da Tomorrow Is a Long Time, tanto da volerla reincidere poco tempo dopo.

## Altre versioni
- Judy Collins nell'album del 1965 Judy Collins' Fifth Album
- Sandy Denny pubblicò una versione nell'album Sandy del 1972
- Nick Drake la incise nella compilation Family Tree
- Nickel Creek reinterpretò il brano in Why Should the Fire Die?
- Rod Stewart nell'album del 1971 Every Picture Tells A Story
- Un'esecuzione di Tomorrow Is a Long Time di Zee Avi apparve nell'album tributo a Dylan Chimes of Freedom: The Songs of Bob Dylan Honoring 50 Years of Amnesty International del 2012
- Zé Ramalho pubblicò una versione della canzone in Zé Ramalho Canta Bob Dylan – Tá Tudo Mudando.
- I The Kingston Trio incisero il brano nel loro primo album dal vivo del 1969 Once Upon a Time.
- Odetta reinterpretò Tomorrow Is a Long Time nel suo album del 1965 Odetta Sings Dylan